# Kool G Rap
Kool G Rap (nascido Nathaniel Wilson em 20 de Julho de 1968), originário de Queens, Nova Iorque, EUA é um dos incontornáveis nomes no que ao Rap diz respeito. É um dos MC's que mais influência teve nas várias gerações de rappers que lhe seguiram. Não só por ser um dos primeiros MC's realmente hardcore, mas também pela sua forma de escrever e rimar. Para além de rimar várias vezes a mesma sílaba num só verso, Kool G Rap rima também diferentes sílabas no mesmo verso. Usando todo o seu lirismo para falar das ruas de Nova Iorque, falar sobre a vida do crime e tudo o que se lhe associa e para evidenciar os seus dotes no storytelling.
Lançou três álbuns em parceria com DJ Polo, o primeiro dos quais em 1989, os músicos já trabalhavam juntos desde 1986. Road To The Riches teve no seu tema homónimo o seu mais bem sucedido single. «It's a Demo» e «Poison», foram outros dos temas que motivaram um bom acolhimento do álbum por parte da crítica. Contudo, e como aconteceria ao longo de toda a carreira de Kool G Rap, o sucesso comercial foi diminuto. O álbum foi inteiramente produzido por Marley Marl, também membro dos Juice Crew, tal como Kool G Rap e DJ Polo.
A dupla regressa um ano depois com Wanted: Dead or Alive. Mais um clássico, mais uma demonstração do lirismo de Kool G Rap. Foi, mais uma vez, bastante bem acolhido pela crítica, não se podendo menosprezar o papel dos excelentes singles «Streets of New York» e «Erase Racism» para esse êxito. «Wanted: Dead or Alive» e «Bad to the Bone» são outras das boas faixas que podemos encontrar neste segundo trabalho do duo. Participam no álbum Biz Markie, Big Daddy Kane, Ant Live, Freddie Foxxx e Large Professor.
1992 marca o lançamento de novo álbum de Kool G Rap & DJ Polo. Live and Let Die conta com produções do próprio Kool G, de Sir Jinx e dos Trackmasters, contando também com participações de Big Daddy Kane, Scarface, Bushwick Bill e Ice Cube.
Sem ter alcançado grandes números de vendas, recolheu excelentes impressões e avaliações dos entendidos, bem como dos ouvintos, o que ajudou a cimentar e engrandecer o estatuto de Kool G Rap e o respeito que as ruas tinham por ele.
Os maiores sucessos de Live and Let Die foram «On the Run» e «Ill Street Blues». «Live and Let Die» e «Letters» são algumas das boas boas músicas presentes no álbum.
Em 1994 é editado Killer Kuts, uma compilação dos melhores temas lançados pela banda nos seus três álbuns.
Segue-se a estreia a solo de Kool G Rap, que lança aqui o seu último trabalho de originais pela Cold Chillin' Records, com 4,5,6, em 1995. O MC defraudou bastante as expectativas, não evidenciando, como anteriormente, a sua inteligência nas rimas, nem conseguindo construir canções à altura do que o estatuo que atingira lhe obrigava. Kool parecia ter ideias esgotadas, o que se justificava pela frenética actividade discográfica, 3 álbuns em 4 anos, e todos eles de enorme qualidade. Tudo estes factores se traduziram numa avaliação negativa por parte da crítica. Em 4,5,6 participam ainda B1, MF Grimm e Nas. Os foram «Fast Life», com Nas, e «It's a Shame».
Um ano depois é lançada nova compilação de temas de Kool G Rap e DJ Polo. De resto, sairia ainda mais uma compilação com os melhores temas do duo. The Best of Cold Chillin': Kool G Rap & DJ Polo, em 2000.
Depois do fracasso e baixa qualidade demonstrada em 4,5,6, o rapper fez uma pausa de três anos, só reaparecendo em 1998 com Roots of Evil. Agora com distribuição da K-Tel, regressa com um trabalho que, embora não tenha o mesmo nível dos seus trabalhos do início da década, traz o MC revigorado, co melhores letras, melhores músicas e com capacidade para inovar. Podemos ainda ouvir colaborações com Papoose e Jinx, entre outros.
Em 2000 nova compilação dos melhores temas da carreira do MC de Queens. Desta feita editado pela Landspeed Records.
Quatro após o seu último trabalho de originais, somos brindados com The Giancana Story, álbum que nos faz recordar os bons velhos tempos do MC. Um dos nomes mais importantes e respeitados dentro da cena do rap hardcore, apresenta-nos um CD que é a perfeita personificação do estilo. Em The Giancana Story participam também Prodigy, AZ, Nawz, Tito, Joell Ortiz, Havoc, Jinx, G-Wize e Capone-N-Noreaga. O álbum foi editado pela Koch Records.
Click of Respect foi editado em 2003, em colaboração com os 5 Family Click. Não obtendo tanto sucesso como o seu antecessor, o álbum teve como singles «Gully» e «Breaker Breaker».
Recentemente falou-se do possível ingresso de Kool G Rap na G-Unit Records. Com a entrada, para a mesma, dos Mobb Deep e dos M.O.P. já tudo parecia possível. Contudo, o MC chegou a acordo coma Chinga Chang Records, pela qual lançará um álbum inteiramente produzido por DJ Premier.

## Discografia

### com DJ Polo
| Informação do Álbum |
| --- |
| Road To The Riches - Lançamento: 1989 - Posição na Billboard 200: - - Posição na parada R&B/Hip-Hop: #26 - Singles: "It's a Demo", "Poison", "Road to the Riches"/"Butcher Shop", "Truly Yours"/"Cold Cuts"                                                |
| Wanted: Dead or Alive - Lançamento: 13 de Agosto de 1990 - Posição na Billboard 200: - - Posição na parada R&B/Hip-Hop: #34 - Singles: "Riker's Island", "Bad to the Bone", "Erase Racism"/"Wanted: Dead or Alive", "Streets of New York", "Talk Like Sex" |
| Live and Let Die - Lançamento: 24 de Novembro de 1992 - Posição na Billboard 200: #185 - Posição na parada R&B/Hip-Hop: #18 - Singles: "Ill Street Blues"/"Fuck U Man", "On the Run"/"Straight Jacket"                                                     |

### Solo
| Informação do Álbum |
| --- |
| 4,5,6 - Lançamento: 12 de Setembro de 1995 - Posição na Billboard 200: #24 - Posição na parada R&B/Hip-Hop: #1 - Singles: "Fast Life"/"4,5,6", "It's a Shame"/"It's a Shame (Da Butcher's Mix)" |
| Roots of Evil - Lançamento: 10 de Novembro de 1998 - Posição na Billboard 200: - - Posição na parada R&B/Hip-Hop: #43 - Singles: "Can't Stop the Shine"/"Thug's Anthem", "Foul Cats"            |
| The Giancana Story - Lançamento: 12 de Novembro de 2002 - Posição na Billboard 200: - - Posição na parada R&B/Hip-Hop: #61 - Singles: "The Streets"/"Thug For Life", "My Life"                  |
| Click of Respect (com 5 Family Click) - Lançamento: 21 de Outubro de 2003 - Posição na Billboard 200: - - Posição na parada R&B/Hip-Hop: #99 - Singles: "Gully"/"Breaker Breaker"               |
| Half A Klip - Lançamento: 5 de Fevereiro de 2008 - Posição na Billboard 200: - - Posição na parada R&B/Hip-Hop: - - Singles: "What's More Realer Than That" , "Risin Up"                        |

### Compilações
| Informação do Álbum |
| --- |
| Killer Kuts - Lançamento: 29 de Março de 1994 - Gravadora: Cold Chillin' Records - Posição na Billboard 200: - - Posição na parada R&B/Hip-Hop: #92 |
| Rated XXX - Lançamento: 4 de Junho de 1996 - Gravadora: Cold Chillin' Records                                                                       |
| The Best of Cold Chillin': Kool G Rap & DJ Polo - Lançamento: 17 de Outubro de 2000 - Gravadora: Landspeed Records                                  |
| Greatest Hits - Lançamento: 7 de Maio de 2002 - LGravadora: Landspeed Records                                                                       |

## Participações em músicas de outros cantores
- 1988: "The Symphony" (de Marley Marl álbum In Control Volume 1)
- 1991: "Don't Curse" (de Heavy D)
- 1992: "Death Threat" (de Brand New Heavies álbum Heavy Rhyme Experience Vol. 1)
- 1998: "Truly Yours 98" (de Pete Rock álbum Soul Survivor)
- 1998: "Guns Blazing (Drums of Death, Pt. 1)" (de UNKLE álbum Psyence Fiction)
- 1999: "Friend Of Ours" (de E-Moneybags álbum In E-Moneybags We Trust)
- 1999: "The Realest" (de Mobb Deep álbum Murda Muzik)
- 2000: "Fall Back" (de Big L álbum The Big Picture)
- 2000: "Ghetto afterlife" (de Reflection Eternal álbum Train of thought)
- 2001: "Gorillas" (de Screwball álbum Loyalty)
- 2002: "Allied Meta-Forces" (de Canibus álbum Mic Club: The Curriculum)
- 2003: "Animal Rap" (de Jedi Mind Tricks álbum Visions of Gandhi)
- 2005: "Ghost & Giancana" (de Ghostface Killah álbum Put It on the Line)
- 2006: "We Gone Go Hard" (de Ras Kass álbum Revenge of the Spit)
- 2007: "Hood Tales" (de Marco Polo álbum Port Authority)
- 2007: "Come one, come all" (de Styles P álbum The Ghost Sessions)
- 2007: "Next Up" (de UGK álbum Underground Kingz)
- 2007: "6 In The Morning" (de Statik Selektah álbum Spell My Name Right: The Album)
- 2007: "Buck Buck" (de Red Cafe and DJ Envy álbum The Co-Op)